# Dalton Trevisan
Dalton Jérson Trevisan (Curitiba, 14 de junio de 1925-Curitiba, 9 de diciembre de 2024) fue un escritor brasileño, autor de una prolífica obra cuentística. En 1946 fundó la revista cultural Joaquim. En 2012 recibió el premio Camões, el premio literario más importante de la literatura en portugués, y el premio Machado de Assis. Es el autor que ha ganado más veces el premio Jabuti (1960, 1965, 1995 y 2011).

## Biografía
Trevisan trabajó en su juventud en una fábrica de vidrios familiar, y ejerció la abogacía durante 7 años, después de graduarse en la Facultad de Derecho de Paraná, hoy parte de la actual Universidad Federal de Paraná. En su época de estudiante, ya publicaba poesía y sus primeros cuentos en modestos folletos. 
Lideró el grupo que editó la revista Joaquim, publicada en Curitiba, entre abril de 1946 y diciembre de 1948. La publicación alcanzó difusión nacional y se convirtió en portavoz de autores ya reconocidos y de otros que conformarían una importante generación de escritores, críticos, poetas y artistas gráficos modernistas que pasó a ser conocida como la Generación del 45. Algunos de los autores reunidos en torno a Joaquim fueron Antonio Cândido, Mario de Andrade, Otto Maria Carpeaux, Carlos Drummond de Andrade, Vinicius de Moraes y Sérgio Milliet. También se publicaron traducciones de Joyce, Proust, Kafka, Sartre y Gide. La revista era ilustrada por artistas como Cândido Portinari, Poty, Di Cavalcanti, Heitor dos Prazeres y Fayga Ostrower.
En esta revista, Trevisan publicó el material de sus primeras obras de ficción, incluyendo Sonata ao Luar (1945) y Sete Anos de Pastor (1948), dos libros de los cuales luego renegaría. En 1954 publicó Guia Histórico de Curitiba, Crônicas da Província de Curitiba, O Dia de Marcos y Os Domingos o Ao Armazém do Lucas, en forma de ediciones populares con formato de folleto.
Es uno los más importantes cuentistas de la literatura brasileña moderna. A Polaquinha (1985) es su única novela. A pesar de su notoriedad, durante décadas ha evitado sistemáticamente entrevistas en los medios de comunicación, creando una atmósfera de misterio en torno a su nombre. Incluso ha enviado representantes al momento de retirar los numerosos premios que su obra mereció, y apenas firma sus trabajos como «D. Trevis». Debido a esta conducta, recibió el sobrenombre de «El Vampiro de Curitiba», título de una de sus obras más conocidas.
Inspirado en los habitantes de su ciudad natal, creó personajes y situaciones de significación universal, en el que las tramas psicológicas y las costumbres son recreados por medio de un lenguaje conciso y popular, que rescata incidentes cotidianos signados por el sufrimiento y la angustia. 
Recibió cuatro veces el premio Jabuti de la Cámara Brasileña del Libro por Novelas nada exemplares (1960), Cemitério de elefantes (1965), Ah, É? (1995) y 'Desgracida' (2011). Con Cemitério de elefantes también obtuvo el Premio Fernando Chinaglia de la Unión Brasileña de Escritores. Noites de amor em Granada y Morte na praça (1964) recibieron el Premio Luís Cláudio de Sousas, del Pen Club de Brasil. En 1996 recibió el Premio de Literatura del Ministerio de Cultura por el conjunto de su obra. En 2003, compartió con Bernardo Carvalho el Primer Premio Portugal Telecom de Literatura Brasileña, por su libro Pico na veia. Su obra A Guerra Conjugal (1969) fue llevada al cine por Joaquim Pedro de Andrade en 1976. En 2012 fue distinguido con el premio Camões, el premio literario más importante de la literatura en portugués, y con el premio Machado de Assis.

## Obras
- Novelas nada Exemplares (1959)
- Cemitério de Elefantes (1964)
- Morte na Praça (1964)
- O Vampiro de Curitiba (1965)
- Mistérios de Curitiba (1968)
- Desastres do Amor (1968)
- A Guerra Conjugal (1969)
- O Rei da Terra (1972)
- O Pássaro de Cinco Asas (1974)
- A Faca No Coração (1975)
- Abismo de Rosas (1976)
- A Trombeta do Anjo Vingador (1977)
- Crimes de Paixão (1978)
- Primeiro Livro de Contos (1979)
- Vinte Contos Menores (1979)
- Virgem Louca, Loucos Beijos (1979)
- Lincha Tarado (1980)
- Chorinho Brejeiro (1981)
- Essas Malditas Mulheres (1982)
- Meu Querido Assassino (1983)
- Contos Eróticos (1984)
- A Polaquinha (1985) (novela)
- Pão e Sangue (1988)
- Em Busca de Curitiba Perdida (1992)
- Ah, É? (1994)
- Dinorá - Novos Mistérios (1994)
- 234 (1997)
- Vozes do Retrato - Quinze Histórias de Mentiras e Verdades (1998)
- Quem tem medo de vampiro? (1998)
- 111 Ais (2000)
- 99 Corruíras Nanicas (2002)
- O Grande Deflorador (2002)
- Pico na veia (2002)
- Capitu Sou Eu (2003)
- Arara Bêbada (2004)
- Gente Em Conflito (con Antônio de Alcântara Machado) (2004)
- Macho não ganha flor (2006)
- Uma Vela Para Dario (2008)
- Noites de Amor em Granada
- O Maníaco do Olho Verde (2008)
- Violetas e Pavões (2009)
- Desgracida (2010)
- O Anão e a Ninfeta (2011)

Traducciones de sus obras al español
- Novelas nada ejemplares - traducción de Juan García Gayo, Monte Ávila Editores - Caracas (1970)
- La guerra conyugal - traducción de Juan García Gayo, Monte Ávila Editores - Caracas (1972)
- El vampiro de Curitiba - traducción de Haydée M. J. Barroso, Sudamericana - Buenos Aires (1976)
- Cementerio de elefantes - traducción de Elkin Obregón, Editorial Norma - Colombia (1993)
- La trompeta del ángel vengador - Editorial Mardulce - Buenos Aires (2013)
- Abismo de rosas / Yo soy Capitu - traducción de Roser Vilagrassa, Días Contados - Barcelona (2017)

## Adaptaciones al cine
A Guerra Conjugal (1975) Historias y diálogos del autor, guion y dirección de Joaquim Pedro de Andrade.